# Jamie Anne Allman
Jamie Anne Allman (6 april 1977, Parsons (Kansas)), geboren als Jamie Anne Brown, is een Amerikaans actrice.

## Biografie
Allman werd geboren in Parsons (Kansas), en na haar afstuderen aan de high school verhuisde zij met haar moeder naar Orange County (Californië). Ze nam acteerlessen aan een toneelschool in Los Angeles. Allman is getrouwd met acteur Marshall Allman met wie ze drie kinderen heeft.
Allman begon in 1999 met acteren in de film Fashionably L.A., waarna ze nog meerdere rollen speelde in films en televisieseries. Zo speelde ze in onder andere The Shield (2002-2003) en The Killing (2011-2012).

## Filmografie

### Films
Uitgezonderd korte films.
- 2023 Wayward - als Bertie
- 2018 First Man - als verslaggeefster van de Times
- 2016 Six LA Love Stories - als Mara Townsend
- 2016 The Salton Sea - als de chauffeuse
- 2012 Any Day Now - als Marianna Deison
- 2011 The Last Rites of Joe May - als Jenny
- 2009 The Donner Party - als Eleanor Eddy
- 2008 Farm House - als Scarlet
- 2008 Prairie Fever - als Olivia Thibodeaux
- 2007 Prey 4 Me - als Lisa
- 2006 Danny Roane: First Time Director - als Candice Sauvigne
- 2006 Steel City - als Maria Lee
- 2005 Automatic - als Austin
- 2004 The Notebook - als Martha Shaw
- 2001 It Is What It Is - als Iris
- 1999 Fashionably L.A. - als kleedster van Kassidy

### Televisieseries
Uitgezonderd eenmalige gastrollen.
- 2022 Candy - als Elaine - 4 afl.
- 2019-2020 Bosch - als Elizabeth Clayton - 12 afl.
- 2018 The Arrangement - als June Leighton - 2 afl.
- 2015-2017 Z: The Beginning of Everything - als 'Tootsie' Sayre Smith - 4 afl.
- 2016 Longmire - als Tamar Smith - 2 afl.
- 2016 Preacher - als Betsy Schenck - 4 afl.
- 2011-2012 The Killing - als Terry Marek - 26 afl.
- 2002-2003 Fastlane - als Sophia Jones - 2 afl.
- 2002-2003 The Shield - als Connie Riesler - 7 afl.
- 2002 The Guardian - als Mandy Gressler - 3 afl.
- 2001 The Practice - als Michelle Tritter - 2 afl.
- 2000 The Fugitive - als Bree Davis - 2 afl.

- Library of Congress Control Number: no2005040473
- Virtual International Authority File: 56342511
- WorldCat: E39PBJc7WpjTdJXY4VKBh6JMT3